# Сенгупта, Ушоши
Ушоши Сенгупта (англ. Ushoshi Sengupta; род. 30 июля 1988 года) — индийская актриса
, фотомодель и победительница конкурса красоты, которая выиграла титул I Am She — Miss Universe India и представляла Индию на конкурсе «Мисс Вселенная 2010».

## Ранний период жизни
Родилась в Калькутте. Окончила Кендрия Видьялая, Баллиганге, Калькутта, где преуспела в математике и получила стипендию в инженерном колледже, но решила продолжить обучение в области гуманитарных наук и профессионального моделирования. Она имеет степень бакалавра гуманитарных наук в колледже Св. Ксавьера при Университете Калькутты и работала моделью, прежде чем стать Мисс Вселенная Индия. Сенгупта дебютировала в бенгальской киноиндустрии с фильмом Egoler Chokh, который вышел в августе 2016 года и был снят Ариндамом Силом.

## Фильмография
| Год  | Имя                          | Язык        | Директор    | Характер    |
| ---- | ---------------------------- | ----------- | ----------- | ----------- |
| 2012 | Housefull 2: The Dirty Dozen | хинди       | Саджид Хан  | камео       |
| 2013 | Goodbye December             | малаялам    | Саджид А.   | Нандини Рай |
| 2016 | Eagoler Chokh                | бенгальский | Ариндам Сил | Шьяманги    |